# خورشیدگرفتگی ۱۳ دسامبر ۱۹۳۶
خورشیدگرفتگی ۱۳ دسامبر ۱۹۳۶ (به انگلیسی: Solar eclipse of December 13, 1936) یک خورشیدگرفتگی از نوع خورشیدگرفتگی حلقه‌ای است. این خورشیدگرفتگی در تاریخ ۱۳ دسامبر ۱۹۳۶ میلادی (‎۲۲ آذر ۱۳۱۵ خورشیدی) روی داد که زمان اوج آن، ساعت ۲۳:۲۸:۱۲ به‌وقت ساعت هماهنگ جهانی بوده‌است. مدت زمان و طول این خورشیدگرفتگی ۷ دقیقه و ۲۵ ثانیه بود.